# 赫梅爾尼克
赫梅爾尼克是波蘭的城鎮，位於該國東南部，由聖十字省負責管轄，面積7.8平方公里，海拔高度240米，2006年人口4,005。在第二次世界大戰期間，納粹德國在1939年9月4日至1945年1月13日期間佔領該鎮。